# Vlag van Hongkong

Vlag van Hongkong

De huidige vlag van Hongkong (traditioneel Chinees: 中華人民共和國香港特別行政區區旗; vereenvoudigd Chinees: 中华人民共和国香港特别行政区区旗) werd voor het eerst gehesen op 1 juli 1997, toen Hongkong werd overgedragen van het Verenigd Koninkrijk naar de Volksrepubliek China. De vlag toont een bloem, de Bauhinia blakeana, op een rood veld. De bloem heeft vijf kroonbladeren met daarin vijf rode sterren.
Onder Brits bestuur, vanaf 1842, zijn achtereenvolgens verschillende vlaggen in gebruik geweest. De huidige vlag is de opvolger van de vlag die op 27 juli 1959 voor het eerst werd gehesen. Dit was een Brits blauw vaandel met het wapen van Hongkong in een witte cirkel aan de rechterzijde van de vlag.

## Symboliek

Symbool van de gemeenteraad, 1965 (oprichting) tot 1999 (afschaffing).

Het ontwerp van de vlag heeft culturele, politieke en regionale betekenissen. De kleur rood is de kleur die gezien kan worden als de kleur van het Chinese volk en van het Chinese Volksbevrijdingsleger (voorheen "Rode Leger"). De kleur rood heeft dus een nationalistische betekenis. Het rood komt overeen met dat in de vlag van de Volksrepubliek China, hetgeen de band tussen de Speciale Bestuurlijke Regio Hongkong en het vasteland van China symboliseert. Het gebruik van de kleur wit naast het rood, verwijst naar het idee van één land, twee systemen: het kapitalistische Hongkong maakt deel uit van de (in theorie) communistische Volksrepubliek China.
Een gestileerde weergave van de Bauhinia blakeana was tussen 1965 en 1999 het symbool van de gemeenteraad van Hongkong. Het ontwerp daarvan (hier rechts afgebeeld) lijkt in grote lijnen op de manier waarop de bloem op de huidige vlag staat. Deze inheemse bloem moet dienen als typisch symbool voor Hongkong en diens dynamiek, maar moet tegenwoordig (vanwege de kleurencombinatie wit-rood) ook de harmonie tussen Hongkong en de rest van China symboliseren.
Ook de vijf rode sterren verwijzen naar de vlag van de Volksrepubliek, die vijf gele sterren telt.

## Ontwerp

Constructietekening van de vlag van Hongkong.

De regering van Hongkong heeft de specifieke afmetingen, verhoudingen en kleuren vastgelegd, waarbij geldt dat de voor- en achterkant van de vlag hetzelfde zijn.
De hoogte-breedteverhouding van de vlag is 2:3, waarbij in dezelfde verhouding geldt dat de diameter van een denkbeeldige cirkel die de bloem omringt 1,8 is: 60% van de hoogte van de vlag wordt door de bloem ingenomen.

### Afmetingen en ratio

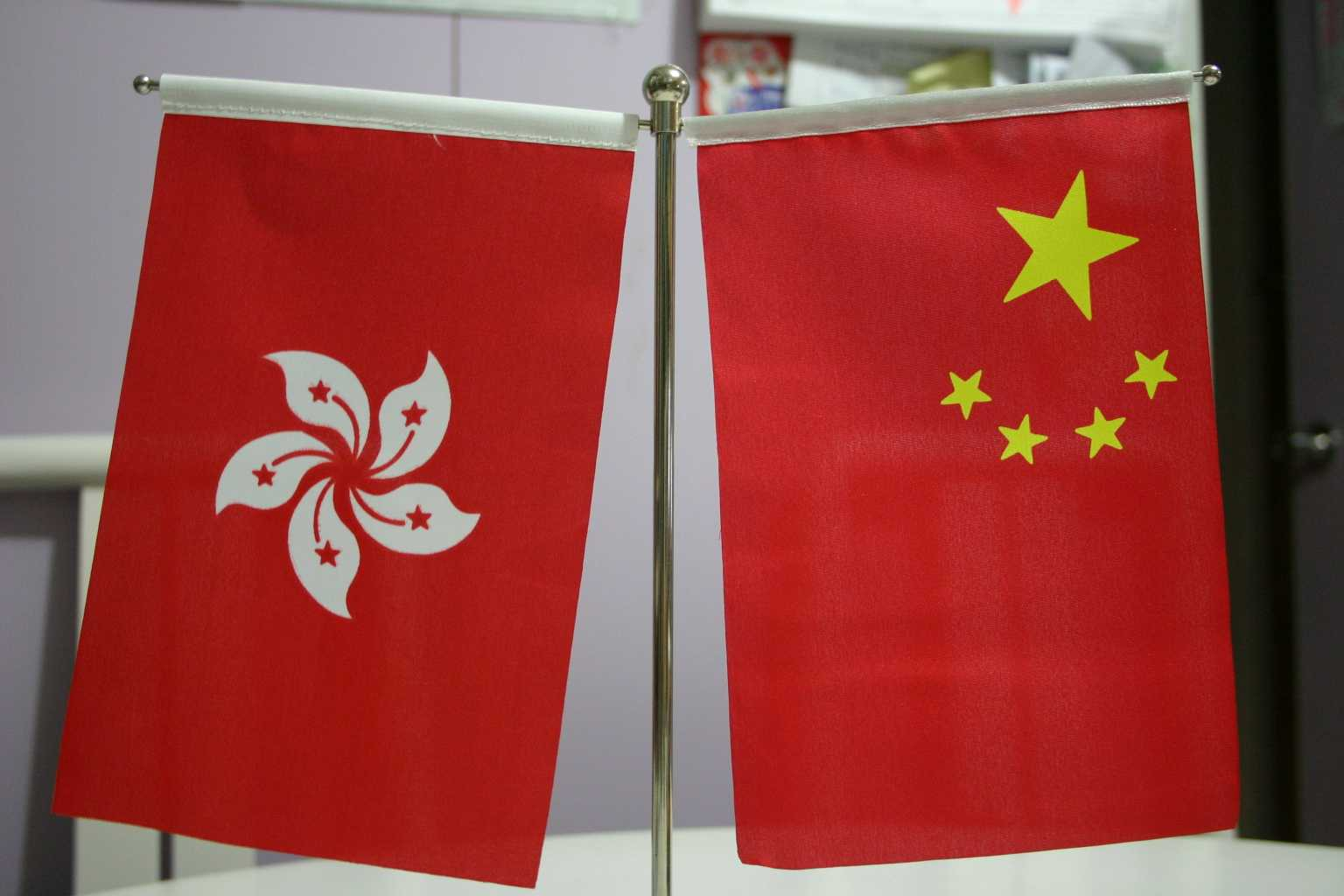
Bureauversies van de vlaggen van Hongkong en de Volksrepubliek, 10 bij 15 centimeter.

De onderstaande tabel bevat alle officiële afmetingen van de vlag, allemaal in de hoogte-breedteverhouding 2:3. Vlaggen met andere afmetingen worden als niet-standaard beschouwd.
| Soort                    | Hoogte en breedte (lengte) in cm |
| ------------------------ | -------------------------------- |
| 1                        | 192 × 288                        |
| 2                        | 160 × 240                        |
| 3                        | 128 × 192                        |
| 4                        | 96 × 144                         |
| 5                        | 64 × 96                          |
| Autovlag                 | 20 × 30                          |
| Ondertekeningsceremonies | 14 × 21                          |
| Bureauvlag               | 15 × 10                          |

### Kleuren
Onderstaande tabel toont de kleuren van de vlag volgens diverse kleurcoderingen.
| Kleur | Textielbeschrijving | RGB     | CMYK      | HSL          | Pantone |
| ----- | ------------------- | ------- | --------- | ------------ | ------- |
| Rood  | Chinees rood        | #FF0000 | 0-87-99-0 | 0°,100%,50%  | 186     |
| Wit   | Wit                 | #FFFFFF | 0-0-0-0   | 0°,100%,100% |         |

## Geschiedenis

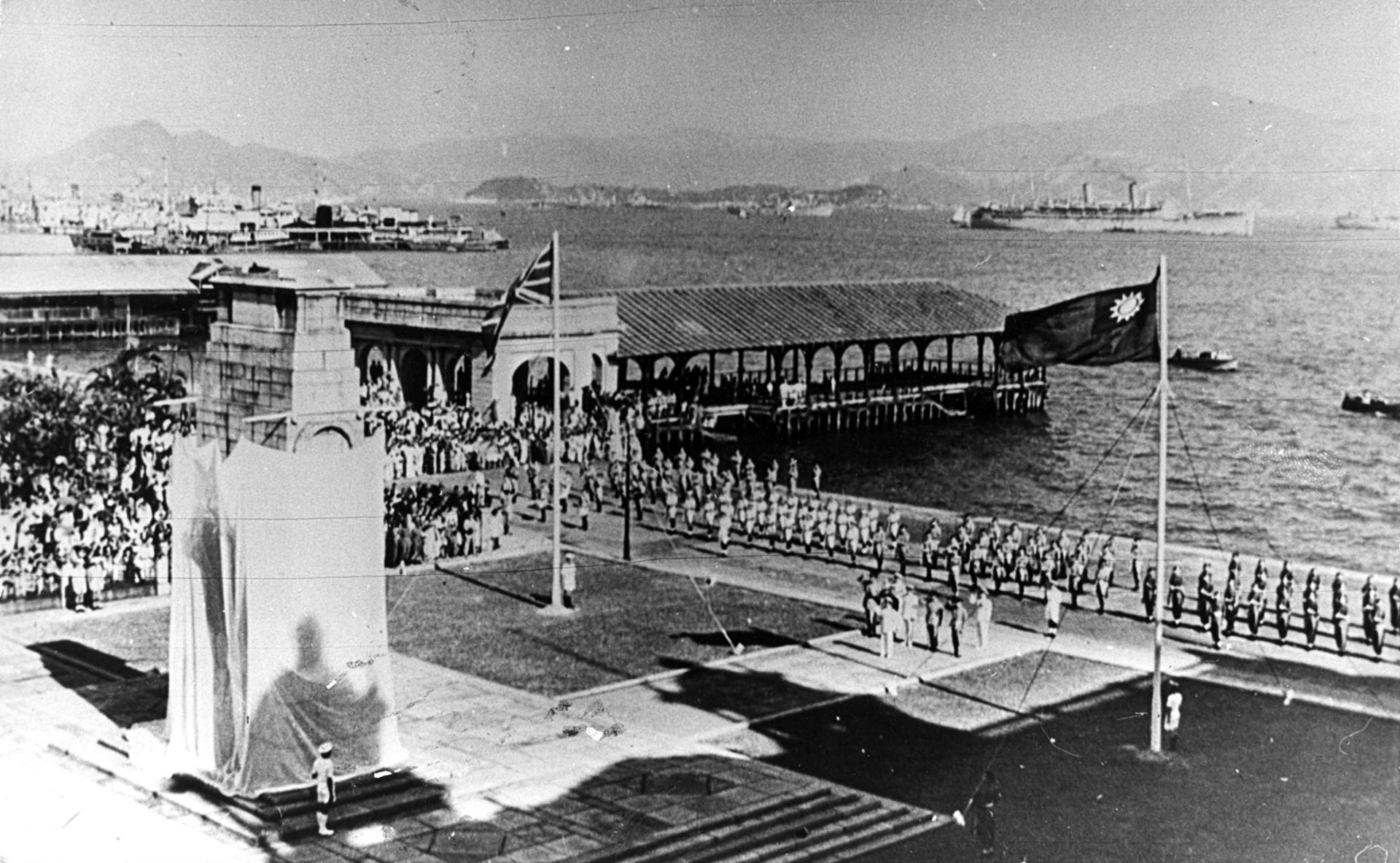
Bevrijding van Hongkong in 1945 met de Britse vlag en de toenmalige vlag van China

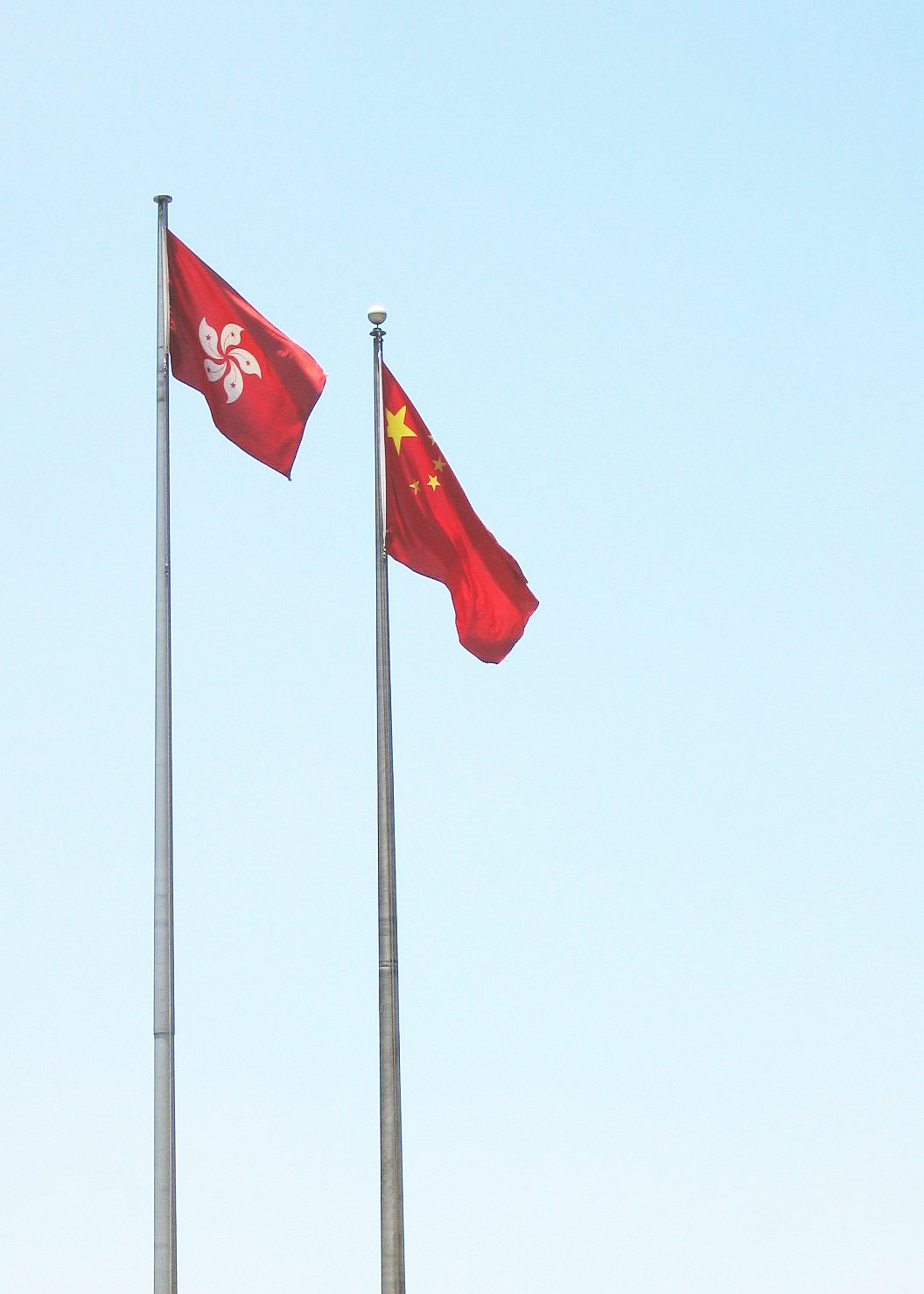
De vlag van Hongkong met die van de Volksrepubliek

### Britse periode
In de periode dat Hongkong een Britse kroonkolonie was, is de vlag een aantal keer veranderd. De geschiedenis achter deze veranderingen is niet geheel bekend, omdat de informatie daaromtrent bij de bevoegde overheden niet goed bewaard is gebleven. Het basisontwerp tijdens de Britse periode was steeds hetzelfde: een blauwe vlag met in het kanton de vlag van het Verenigd Koninkrijk (de zogeheten Union Flag) en aan de rechterzijde een symbool voor Hongkong. Het gebruik van de Britse vlaggen werd in de Tweede Wereldoorlog onderbroken door de Japanse bezetting.
In 1843, het jaar nadat Hongkong een Britse kolonie werd, werd het zegel van Hongkong, het Seal of Colony aangenomen. Het ontwerp was gebaseerd op een locatie aan het water in Hongkong (zie de vlag van 1876): drie lokale kooplieden met hun handelsgoederen op de voorgrond, met daarachter schepen, heuvels en wolken. In 1868 werd een eerste ontwerp gemaakt voor een Hongkongse vlag, met daarop een embleem met een soortgelijk haventafereel, maar dit ontwerp werd afgewezen door gouverneur Richard Graves Macdonell.
| Vexillologisch symbool voor een uit beschrijvingen of afbeeldingen gereconstrueerde vlag |

In 1870 werd door de Colonial Secretary een nieuw voorstel gedaan: een Brits blauw vaandel met aan de rechterkant een kroon boven de letters HK. Dit ontwerp werd in 1871 aangenomen, waarmee Hongkong voor het eerst een eigen vlag kreeg. In de jaren daarna werd de lay-out enkele keren aangepast, maar hierover bestaat onduidelijkheid. Wellicht was de kroon in eerste instantie wit en werd deze na enige tijd vervangen door een versie in kleur in een witte cirkel. In 1876 werd een nieuwe vlag aangenomen, met daarop in een cirkel een soortgelijk zegel als dat uit 1843. In 1910 werd het ontwerp van dit zegel aangepast; de vlag uit 1910 zou tot 1959 in gebruik blijven, hoewel in 1955 een kleine wijziging plaatsvond.
Tijdens de Japanse bezetting van Hongkong, traden de Japanners hard op tegen de inwoners. Zij schaften veel elementen uit de Chinese en Britse cultuur af en legden met dwang Japanse gewoonten op. Alle Britse en Chinese vlaggen werden verboden en op propagandaposters verscheen de vlag van Japan, die door de Japanners was ingesteld als de officiële vlag van het gebied.
|  |  |  |  |

Na de bevrijding werd de Britse vlag weer gehesen. Op 21 januari 1959 verleende het College of Arms in Londen aan Hongkong een eigen wapen. Dit wapen, een schild dat werd vastgehouden door een leeuw en een draak, werd op de vlag van Hongkong geplaatst. Hiermee kreeg Hongkong zijn laatste Britse vlag. Hongkong heeft nooit een eigen rood vaandel als handelsvlag gehad, zoals een aantal andere kolonies wel had; men gebruikte als handelsvlag het standaard Britse rode vaandel. Wel gebruikten sommige handelsschepen op niet-officiële basis een Brits rood vaandel met het wapen van Hongkong erin.

### Huidig ontwerp
Voorafgaand aan de overdracht van de soevereiniteit over Hongkong van het Verenigde Koninkrijk naar de Volksrepubliek China, werd een ontwerpwedstrijd voor een nieuwe vlag gehouden onder de inwoners van Hongkong. Er kwamen meer dan zevenduizend inzendingen binnen en er werd een jury gevormd bestaande uit politici en andere personen om het winnende ontwerp te selecteren.
Een van de juryleden destijds was Tao Ho. Deze kunstenaar uit Shanghai meende dat een aantal ontwerpen te grappig was; sommigen bevatten zelfs een politieke tegenstrijdigheid. Zo toonde een ontwerp aan de ene kant van de vlag een hamer en sikkel en aan de andere kant een dollarteken. Er werden uiteindelijk zes ontwerpen geselecteerd voor de finaleronde, maar die werden allemaal afgewezen door de Volksrepubliek. Ho en twee anderen werden vervolgens door de Volksrepubliek gevraagd om de vlag te ontwerpen.
Om inspiratie te vinden, plukte Ho in een tuin een Bauhinia blakeana. Hij bestudeerde de symmetrie van de vijf kroonbladeren, en merkte op dat hun ronde patroon een dynamisch gevoel gaf. Vervolgens trachtte Ho door zijn ontwerp van de bloem deze energie in de vlag te verwerken, om zo de dynamiek van Hongkong te symboliseren.
De vlag werd, in ietwat gewijzigde vorm, aangenomen op 16 februari 1990 als de vlag van de te creëren Speciale Bestuurlijke Regio Hongkong; de ingebruikname moest echter pas bij de soevereiniteitsoverdracht volgen. Op 10 augustus 1996 ontving het ontwerp de formele goedkeuring van het comité dat de soevereiniteitsoverdracht moest begeleiden, het Preparatory Committee. De vlag werd voor het eerst officieel gehesen op 1 juli 1997, bij de ceremonie ter gelegenheid van de soevereiniteitsoverdracht. Sindsdien is het de officiële vlag van Hongkong.

### Verkeerde vlag bij de Olympische Spelen
Bij sportevenementen als de Olympische Spelen doet Hongkong met een eigen team onder de eigen vlag mee. Het gebied heeft ook een eigen voetbalelftal. Tijdens de openingsceremonie van de Olympische Zomerspelen van 2004 in Athene, gebruikte het team van Hongkong een gespiegelde versie van de vlag, waarbij de punten van de kroonbladeren de verkeerde kant in wezen. Dit veroorzaakte enige commotie. Bij de sluitingsceremonie werd de goede vlag gebruikt.

## Vlaginstructie

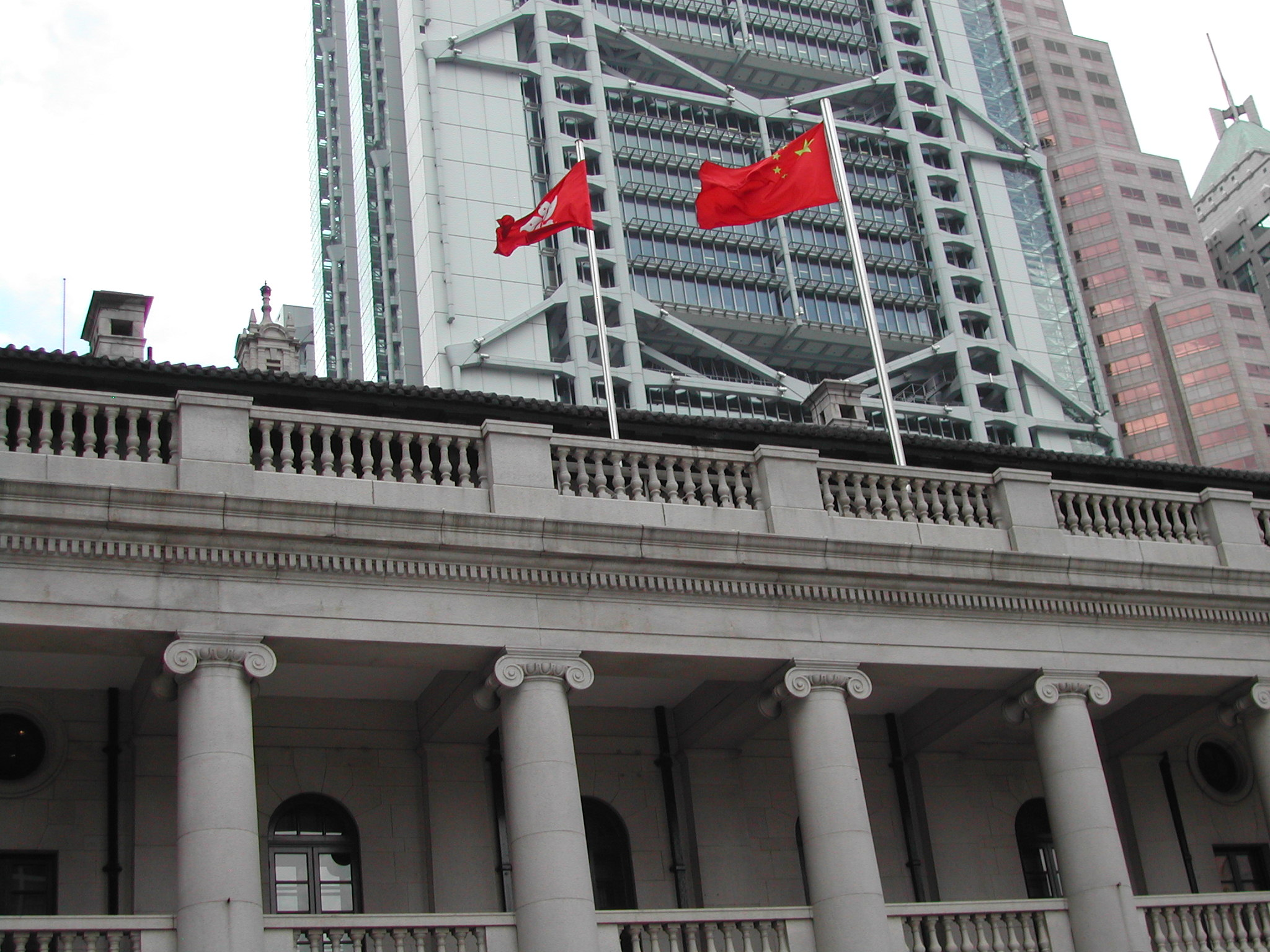
De vlaggen van Hongkong en de Volksrepubliek wapperen vanaf het gebouw van de Wetgevende Raad van Hongkong. Het is in Hongkong een gebruik om de regionale vlag in de open lucht links van de nationale vlag te plaatsen.

Het juiste gebruik van de vlag, de vlaginstructie, is vastgelegd in wetten door de 58e uitvoerende vergadering van de Staatsraad in Peking. In Hongkong is dit vastgelegd in een wet met de naam Regional Flag and Regional Emblem Ordinance.

### Vlagdata en -locaties
De vlag van Hongkong wordt, samen met die van de Volksrepubliek, dagelijks gehesen voor de residentie van de Hongkongse regeringsleider, het gebouw van de regering, de internationale luchthaven van Hongkong en op alle punten waar men Hongkong kan binnenkomen. Bij belangrijke overheidsgebouwen, zoals het kantoor van de regeringsleider, het Hooggerechtshof, het parlement en vertegenwoordigingskantoren in het buitenland (Hong Kong Economic and Trade Offices), wapperen deze vlaggen alleen tijdens kantooruren.
Andere gebouwen die eigendom zijn van de overheid, zoals ziekenhuizen, scholen, ministeries, sportlocaties en musea, kunnen de vlag op nationale en regionale feestdagen uitsteken. Dit geldt met name op de nationale feestdag van de Volksrepubliek (1 oktober), de Hong Kong Special Administrative Region Establishment Day (1 juli) en nieuwjaarsdag. Hierbij geldt dat de vlaggen met zonsopkomst gehesen moeten worden en met zonsondergang weer naar beneden moeten worden gehaald.

### Respect voor de vlag
De Hong Kong Basic Law stelt dat de vlag het officiële symbool is van de regio en dat de inwoners en organisaties de vlag met respect en liefde moeten behandelen. De Regional Flag and Regional Emblem Ordinance bespreekt de omgangsvormen ten aanzien van de vlag. Voor vlaggen in de buitenlucht geldt dat ze met zonsopkomst gehesen moeten worden en met zonsondergang weer naar beneden moeten worden gehaald. De vlag mag 's nachts alleen buiten hangen als deze verlicht wordt.
De vlag mag nooit de grond of een wateroppervlakte raken of op zijn kop hangen. Ook het hijsen tijdens zeer slecht weer is verboden. Daarnaast mag de vlag niet gebruik worden als tafelkleed, onderdeel van kleding, bedekking van een standbeeld of ander object of in commerciële advertenties.
Om de vlag verticaal te hangen, moet deze eerst negentig graden gedraaid worden, om vervolgens omgedraaid te worden. De reden hiervoor is dat de positie linksboven (van voren gezien) de erepositie is. Materiaal dat bij het vlaggen gebruikt wordt, zoals de vlaggenstokken en hijstouwen, moet goed onderhouden worden.
Verder geldt dat bepaalde acties beschouwd worden als vlagschennis.

### Met de nationale vlag
Als de vlag van de Volksrepubliek samen met die van Hongkong wordt uitgestoken, moet die eerste de prominente positie hebben. Hiervoor is een aantal regels opgesteld:
1. de vlag van de Volksrepubliek is groter dan die van Hongkong;
2. de vlag van de Volksrepubliek wordt eerst gehesen als beide vlaggen gehesen moeten worden;
3. de vlag van de Volksrepubliek bevindt zich altijd rechts van die van Hongkong;
4. de vlag van de Volksrepubliek bevindt zich bij toespraken altijd rechts van de spreker, die van Hongkong moet dan links van de spreker geplaatst worden;
5. bij gebouwen bevindt de vlag van de Volksrepubliek zich rechts van die van Hongkong, gezien vanuit het gezichtspunt van een persoon die voor het gebouw staat en naar de ingang kijkt.

Bij ceremonies in de sport, bijvoorbeeld bij medaille-uitreikingen op de Olympische Spelen, gaan bovenstaande regels niet altijd op. Als een deelnemer van Hongkong bijvoorbeeld de gouden medaille wint, en die van de Volksrepubliek de zilveren, dan hangt de Hongkongse vlag hoger en rechts van die van de Volksrepubliek.

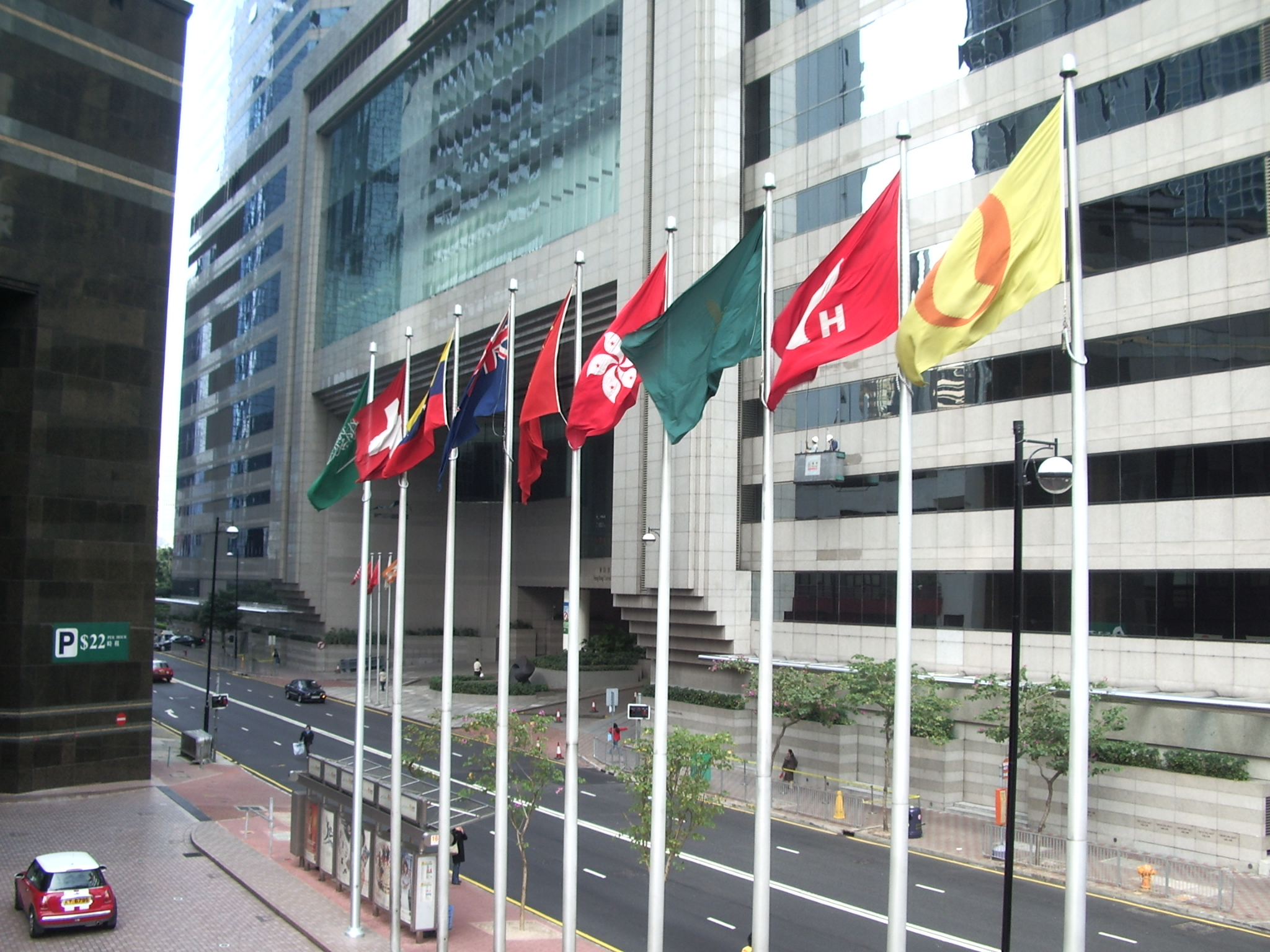
De regionale vlag samen met de Chinese vlag en de vlaggen van andere landen. Rechts drie bedrijfsvlaggen. Central Plaza, Wan Chai.

### Met nationale vlaggen van andere landen
In gevallen waarin de Hongkongse vlag in de buitenlucht met vlaggen van andere staten geplaatst wordt, moet die van Hongkong uiterst rechts worden gehesen (voor de toekijkers links). Alle andere vlaggen moeten aan aparte vlaggenstokken en op alfabetische volgorde op naam van het bijbehorende land in het Engels geplaatst worden. Geen enkele vlag mag groter zijn dan die van Hongkong.
In gevallen waarin de vlaggen in een gesloten cirkel worden geplaatst, moet de Hongkongse vlag op een belangrijk punt geplaatst worden. De regionale vlag is de eerste die gehesen moet worden en de laatste die mag worden laten gezakt.
Als de vlag samen met buitenlandse vlaggen aan gekruiste vlaggenstokken hangt, moet de Hongkongse vlag rechts (van voren gezien links) worden geplaatst. Als de vlag echter 'gekruist' wordt met de vlag van de Verenigde Naties, dan maakt het niet uit aan welke kant de Hongkongse vlag zich bevindt.
Uiteraard geldt deze regelgeving alleen in Hongkong; als de vlag elders tussen nationale vlaggen geplaatst wordt, geldt de wetgeving ter plaatse.

### Met vlaggen die niet van de overheid zijn
Als de vlag samen met bedrijfsvlaggen of andere vlaggen die niet van de overheid zijn gebruikt wordt, moet ze in het midden geplaatst worden. Daarbij moet de vlaggenstok van de Hongkongse vlag zich ietwat vóór de andere vlaggen bevinden. Als de vlaggen aan dezelfde mast of stok hangen, moet de Hongkongse vlag zich bovenaan bevinden.

### Het gebruik van de vlag in gebouwen
Als de vlag bij openbare bijeenkomsten in gebouwen getoond wordt, moet de vlag rechts van de spreker of het podium geplaatst worden (voor de toeschouwer links). Dit is binnen de erepositie. Zoals hierboven vermeld is, geldt deze regel niet als de vlag van de Volksrepubliek ook aanwezig is.
De vlag moet bij het gebruik in gebouwen aan de bovenzijde voorzien zijn van een oranjegele rand. Wanneer de vlag verticaal hangt, met de hijszijde aan de bovenkant, moet deze rand aan de linkerkant worden toegevoegd.

### Parades en ceremonies
Bij het gebruik in een parade geldt dat de regionale vlag zich aan de voorkant en in het midden van de loopgroep moet bevinden óf rechts van de andere vlaggen. De vlag kan gebruikt worden bij het onthullen van een standbeeld, monument of plaquette, maar de vlag mag niet het onthulde object bedekken.
Tijdens de hijs- en zakceremonie of wanneer de vlag in een parade voorbij komt, moeten de aanwezigen staan en naar de vlag kijken. Degenen met een militair uniform moeten de vlag groeten. Bij het hijsen en groeten van de vlag hoort de Mars van de vrijwilligers gespeeld te worden.

### Halfstok
De Hongkongse vlag moet naar halfstok (op schepen: halfmast) worden laten gezakt als teken van rouw bij het overlijden van de volgende personen:
- de president van de Volksrepubliek China;
- de voorzitter van het permanente comité van het Nationaal Volkscongres;
- de premier van de staatsraad en voorzitter van de Centrale Militaire Commissie;
- de voorzitter van het Nationale Comité van de Chinese Raadgevende Volksconferentie;
- de personen met buitengewone daden voor de Volksrepubliek China (op advies van de nationale regering);
- de personen met buitengewone bijdragen aan de wereldvrede of menselijke vooruitgang (op advies van de nationale regering);
- de personen met buitengewone daden voor Hongkong.

De regionale vlag mag ook halfstok gehesen worden als de Chinese regering dat adviseert of als het hoofd van het Hongkongse bestuur dat besluit. Dit gebeurt vooral bij onverwachte gebeurtenissen met veel slachtoffers, zoals natuurrampen.

### Vernietiging

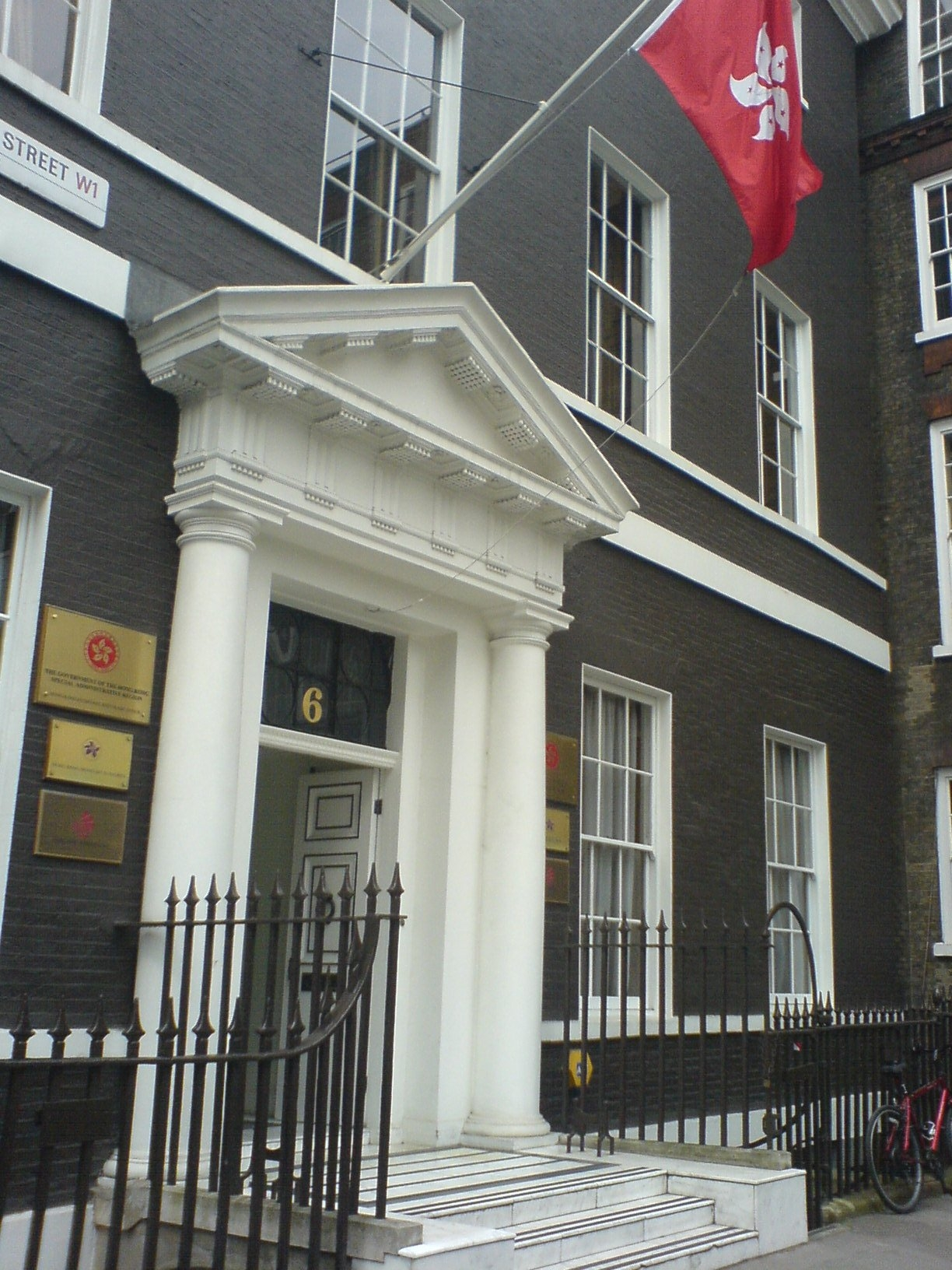
De vlag van Hongkong uitgestoken vanaf het Hong Kong Economic and Trade Office te Londen.

Een vlag die beschadigd, beschreven, beplakt of vuil is, of niet aan de ontwerpeisen voldoet, mag niet getoond en gebruikt worden. Als een vlag nooit meer gebruikt kan worden, moet deze vernietigd worden. Dit moet op een waardige manier gebeuren, bij voorkeur door verbranding.

### Vlagschennis
Het is in Hongkong een misdrijf om vlagschennis te plegen. In verband met de bescherming van de regionale vlag en het embleem, is vastgelegd dat degenen die vlagschennis plegen door de vlag bewust en in het openbaar te verbranden, verminken, beschrijven of vertrappen een gevangenisstraf van maximaal drie jaar plus een boete kunnen krijgen.
Leung Kwok-hung ("Long Hair" of "Chěung Móow"), een prominente politieke activist in Hongkong, werd in 2001 bestraft voor het beschrijven van de vlag. Hij kreeg een boete van HK$ 3000. Leung claimde echter dat hij geen kwade bedoelingen had: hij wilde zijn wensen voor Hongkong uiten.